# Discografia dei Senses Fail

## Album in studio
| Anno | Titolo                              | Etichetta          | Posizione massima | Posizione massima | Posizione massima |
| Anno | Titolo                              | Etichetta          | US                | US Indie          | UK                |
| ---- | ----------------------------------- | ------------------ | ----------------- | ----------------- | ----------------- |
| 2004 | Let It Enfold You                   | Vagrant Records    | 34                | 2                 | —                 |
| 2006 | Still Searching                     | Vagrant Records    | 15                | 2                 | 150               |
| 2008 | Life Is Not a Waiting Room          | Vagrant Records    | 18                | 1                 | —                 |
| 2010 | The Fire                            | Vagrant Records    | 32                | 2                 | —                 |
| 2013 | Renacer                             | Staple Records     | 84                | 15                | —                 |
| 2015 | Pull the Thorns from Your Heart     | Pure Noise Records | 109               | —                 | —                 |
| 2018 | If There Is Light, It Will Find You | Pure Noise Records | 57                | 1                 | —                 |

## Extended play
| Anno | Titolo                      | Etichetta          | Posizione massima | Posizione massima | Posizione massima |
| Anno | Titolo                      | Etichetta          | US                | US Indie          | UK                |
| ---- | --------------------------- | ------------------ | ----------------- | ----------------- | ----------------- |
| 2002 | From the Depths of Dreams   | Drive-Thru Records | 144               | —                 | —                 |
| 2015 | Senses Fail / Man Overboard | Pure Noise Records | —                 | —                 | —                 |

## Raccolte
| Anno | Titolo                                     | Etichetta       | Posizione più alta | Posizione più alta | Posizione più alta |
| Anno | Titolo                                     | Etichetta       | US                 | US Indie           | UK                 |
| ---- | ------------------------------------------ | --------------- | ------------------ | ------------------ | ------------------ |
| 2012 | Follow Your Bliss: The Best of Senses Fail | Vagrant Records | —                  | —                  | —                  |

## Singoli
| Anno | Titolo                               | Album                      |
| ---- | ------------------------------------ | -------------------------- |
| 2005 | Rum Is for Drinking, Not for Burning | Let It Enfold You          |
| 2006 | Calling All Cars                     | Still Searching            |
| 2007 | Can't Be Saved                       | Still Searching            |
| 2008 | Family Tradition                     | Life Is Not a Waiting Room |
| 2013 | Mi Amor                              | Renacer                    |
| 2013 | The Path                             | Renacer                    |

### Singoli in raccolte
| Anno | Titolo                                        | Incluso in                                       |
| ---- | --------------------------------------------- | ------------------------------------------------ |
| 2005 | Bad Reputation (Joan Jett cover)              | Bad News Bears soundtrack                        |
| 2005 | Institutionalized (Suicidal Tendencies cover) | colonna sonora di Tony Hawk's American Wasteland |
| 2006 | Bite to Break Skin (Legion of Doom remix)     | Underworld: Evolution Soundtrack                 |
| 2008 | The Past Is Proof                             | Punisher: War Zone Soundtrack                    |
| 2009 | The Martyr                                    | Guitar Hero Vagrant Records Pack                 |
| 2018 | New Jersey Takes, The World Wakes             | 2018 Warped Tour Compilation                     |

## Video musicali
| Anno | Titolo                                | Regista                | Album                           |
| ---- | ------------------------------------- | ---------------------- | ------------------------------- |
| 2003 | Bloody Romance                        | Co-Director Lisa Brown | From the Depths of Dreams       |
| 2003 | One Eight Seven (live)                | Lisa Brown             | From the Depths of Dreams       |
| 2004 | Buried a Lie                          | Lisa Brown             | Let It Enfold You               |
| 2005 | Rum Is for Drinking, Not for Burning  | Christopher Mills      | Let It Enfold You               |
| 2006 | Calling All Cars                      | Jay Martin             | Still Searching                 |
| 2007 | Can't Be Saved                        | Matt Bass              | Still Searching                 |
| 2007 | The Priest and the Matador            | Daryl Goldberg         | Still Searching                 |
| 2008 | Family Tradition                      | Zach Merck             | Life Is Not a Waiting Room      |
| 2010 | Life Boats (live)                     | Lisa Brown             | The Fire                        |
| 2011 | New Year's Eve                        | Lisa Brown             | The Fire                        |
| 2011 | The Fire                              | Richard Borge          | The Fire                        |
| 2013 | Mi Amor                               | Behn Fannin            | Renacer                         |
| 2013 | Between The Mountains and the Sea     | Markus Lundqvist       | Renacer                         |
| 2015 | The Importance of the Moment of Death | Max Moore              | Pull The Thorns From Your Heart |